# Times of Grace
Times of Grace est un groupe de metalcore américain, originaire de Southampton, dans le Massachusetts. Formé en 2008, le groupe se compose d'Adam Dutkiewicz (Killswitch Engage) et de Jesse Leach (ancien membre de The Empire Shall Fall, Killswitch Engage et Seemless), du guitariste Joel Stroetze (Killswitch Engage), du bassiste Daniel Struble (de Five Pointe O), et du batteur Dan Gluszak (de Envy on the Coast) pour les tournées. Leur premier album est annoncé pour 2009. Toutefois, le groupe reste largement inactif jusqu'en 2010, à la sortie de la chanson Strength in Numbers, et de leur premier album, intitulé The Hymn of a Broken Man, publié le 18 janvier 2011 par Roadrunner Records.

## Biographie

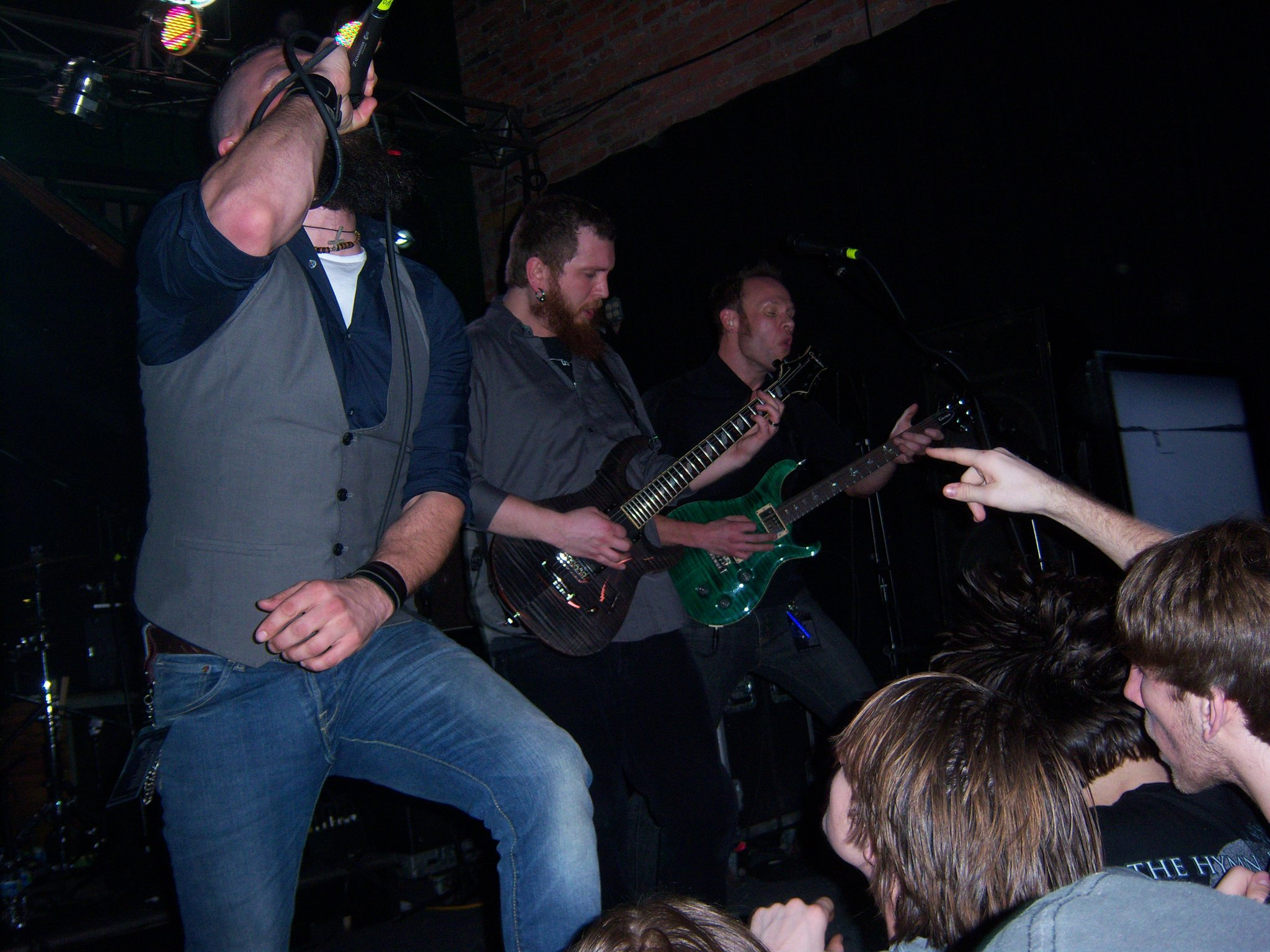
Jesse Leach, Joel Stroetzel et Adam Dutkiewicz.

Alors en tournée au Royaume-Uni avec Killswitch Engage, le guitariste Adam Dutkiewicz se fait opérer d'urgence au dos. Dans son lit d'hôpital, il écrit de nouveaux titres qui, plus tard, seront enregistrés comme démos. Par la suite, Dutkiewicz entre en contact avec Jesse Leach, ancien chanteur de Killswitch Engage, pour savoir s'il souhaitait écrire des paroles et chanter, expliquant ne pas être « le plus grand des chanteurs et compositeurs, alors je voulais un peu d'aide pour ce projet. » Sous le nom de Times of Grace, ils commencent à enregistrer en 2008 ; Dutkiewicz indique sur le site MySpace que les chansons sont « un mélange épique de metal, rock, pop, punk et shoegaze. Nous allons au-delà de nos espérances, nous repoussons les frontières de genre. » Ils prévoient la publication de l'album en été 2009. Après avoir complété leurs enregistrements en 2009, Times of Grace fait son retour en 2010 pour lancer son premier album studio,,. Dutkiewicz s'occupe du chant, de la guitare et de la batterie.
Concernant une éventuelle tournée promotionnelle de l'album, Dutkiewicz explique vouloir attendre sa sortie, et de compléter la formation du groupe. Ils publient le clip des chansons Strength in Numbers
et Where the Spirit Leads Me. Leur premier album, The Hymn of a Broken Man, est annoncé le 9 novembre, mais la date est repoussée au 18 janvier 2011. Après la sortie de The Hymn of a Broken Man, celui-ci atteint la 44e place du Billboard 200, avec près de 10 000 exemplaires vendus. Le groupe joue au Download Festival en 2011, et au Soundwave Festival en Australie en 2012.
Le groupe devient inactif après l'arrivée de Jesse au sein de Killswitch Engage en février 2012. En 2014, Jesse Leach met Times of Grace en pause expliquant qu « l'avenir est encore incertain pour ce projet, mais pour Adam [et moi], ça nous tient toujours à cœur. » En 2016, le groupe a déjà enregistré cinq chansons pour un nouvel album de Times of Grace.
Le 21 mai 2021, le groupe sort sur un nouveau morceau, "The Burden Of Belief", sur les plateformes de streaming. Selon la pochette, un album, du nom de "Songs Of Loss And Separation", serait à venir.

## Discographie
- 2011 : The Hymn of a Broken Man
- 2021 : Songs of Loss and Separation

## Membres

### Membres actuels
- Adam Dutkiewicz – chant, guitare, basse, batterie (2007–2012)
- Jesse Leach – chant (2007–2012)
- Joel Stroetzel – guitare (2011–2012)
- Matt Bachand –  basse, chœurs (2011–2012)
- Dan Gluszak – batterie (2011–2012)

### Membre de tournée
- Daniel Struble –  basse, chœurs (2011)